# Димитрій (Вербицький)
Димитрій Вербицький (в миру Максим Андрійович Вербицький; 16 серпня 1869, село Броварки, Гадяцький повіт, Полтавська губернія, Україна — 1 лютого 1932, Київ, Україна) — єпископ Російської православної церкви, архієпископ Київський.

## Біографія
Початкову освіту отримав в Роменському духовному училищі. Потім навчався в Полтавській духовній семінарії, яку закінчив в 1889 році.
У тому ж році призначений народним учителем у Пекарівській земській школі.
З 1890 року служив священником у селі Вільшанка, і з 1891 року — в селі Війтівцях Полтавської губернії.
Його дружина, Єлизавета Базилевська, померла від других пологів 3 лютого 1893 року. У тому ж році вийшов за штат.
У 1895 році вступив до Київської духовної академії.
У 1896 році, навчаючись в духовній академії, постригся в чернецтво з ім'ям Димитрій.
У 1899 році закінчив Київську духовну академію зі ступенем кандидата богослів'я за твір на тему: «Вчення апостола Павла про язичництво».
У 1900 році призначений місіонером-проповідником в Новонямецькому Вознесенському чоловічому монастирі Кишинівської єпархії.
У 1901 році призначений доглядачем Єдинецького духовного училища.
У грудні 1902 переведений в тій же посаді в Києво-Софійське духовне училище.
У 1904 році возведений у сан архімандрита.
17 жовтня 1910 року його призначено єпископом Уманським, четвертим вікарієм Київської єпархії.
31 жовтня 1910 року в Троїцькому соборі Олександро-Невської лаври відбулася його хіротонія у єпископа Уманського, вікарія Київської єпархії. Чин хіротонії очолив митрополит Київський Флавіан Городецький.
Будучи єпископом Уманським, служив настоятелем київського Ніколо-Пустинного монастиря.
З 30 червня 1917 року голова комісії, утвореної Київською єпархіальною радою для підготовки Всеукраїнського Православного Церковного Собору.
Наприкінці 1917 року отримав пропозицію очолити організовану прихильниками автокефалії Всеукраїнську православну церковну раду, але відмовився, угледівши в її діяльності замах на канонічний лад церкви. 21 грудня Всеукраїнська Православна Церковна Рада зажадала від митрополита Київського і Галицького Володимира Богоявленського покинути Київ, передавши управління одному з вікаріїв-українців: єпископу Димитрію або єпископу Василю Богдашевському.
9 травня 1918 року на виборах митрополита Київського і Галицького єпископ Димитрій, колишній 4-й вікарій єпархії, набрав 117 з 284 голосів. Переможець же, митрополит Харківський Антоній Храповицький, отримав підтримку 164 делегатів.
У 1919 році, можливо, виїхав на Північний Кавказ, є відомості про управління єпископом Димитрієм Єкатеринодарською і Кубанською єпархією; за іншими даними, керував в цей час Катеринославською єпархією.
З 1921 року — єпископ Білоцерківський і Сквирський, вікарій Київської єпархії, був настоятелем київського Ніколо-Пустинного монастиря.
Згідно з розпорядженням митрополита Михайла від 22 січня 1923 року, повинен був стати керуючим Київською єпархією, якби він, Михайло, був заарештований (ім'я Димитрій значилося першим у списку можливих наступників).
У 1923 році владика Димитрій був заарештований і відправлений спочатку до Бутирської в'язниці, а потім переведений до табору міста Іжми Зирянського краю.
Після повернення із заслання став єпископом Уманським, вікарієм Київської єпархії.
У 1925 році возведений у сан архієпископа.
12 березня 1926 році підписав донесення українських архієреїв екзарха України митрополиту Михаїлу (Єрмакову) зі схваленням заходів церковних погроз, прийнятих Заступником Патріаршого Місцеблюстителя митрополитом Сергієм Страгородським проти організаторів григоріанського розколу.
У тому 1929 року брав участь у відспівуванні в Києві в Малому Софійському соборі екзарха України митрополита Київського і Галицького Михаїла Єрмакова.
У квітні 1930 року призначений архієпископом Київським.
Помер 1 лютого 1932 року. Свою кончину передбачив заздалегідь, і сам читав канон на ісход душі. Відспівування в церкві Києво-Микільського монастиря очолив митрополит Одеський Анатолій Грисюк. Був похований на кладовищі Аскольдова могила біля Свято-Нікольського монастиря. Після знищення кладовища в 1937 році труну з тілом архіпастиря було перепоховано на Лук'янівському кладовищі. Могила знаходиться неподалік храму великомучениці Катерини.

## Публікації
- Про сучасні прагнення до свободи особистості: Мова, вимовив. в заг. роков. зібр. чл. Київ. Св.-Володим. братства ревнителів православ'я 2 березня 1903 г. / єром. Димитрій A 283/316 Київ: Св.-Владим. братство, 1904
- «Значення особистого вдосконалення для суспільного життя», 1905
- «Авторитет канонів» // «Церква і народ», 1905
- «Значення монастирів для православно-руського народу», 1909
- Початкова школа для православно-руського народу / Архим. Димитрій V 114/205 Київ: тип. Імп. Ун-ту св. Володимира, 1909
- Самогубства, як сумне явище нашого часу / Архим. Димитрій M 86/731, Київ: тип. Імп. ун-ту св. Київ: тип. Імп. ун-ту св. Володимира, 1910
- Промова при нареченні його в єпископа Уманського // «Додаток до Церковним Ведомостям» 1910 № 45, с. +1891.